# Colegio Oficial de Ingenieros Técnicos Industriales de Navarra
El Colegio Oficial de Ingenieros Técnicos Industriales de Navarra (De forma acrónima CITI Navarra) es colegio profesional que agrupa a los ingenieros técnicos y graduados industriales en la Comunidad Foral de Navarra.

## Características
El CITI Navarra es una corporación profesional de Derecho Público con personalidad jurídica propia y plena capacidad jurídica pública y privada para el cumplimiento de sus fines, cuya financiación se basa en los ingresos propios derivados de las cuotas de colegiales, de los derechos de visados y de los servicios corporativos que viene promoviendo para el colectivo.

## Sede
Este colegio profesional se localiza en el edificio Fuerte del Príncipe I, situado en el Parque Tomás Caballero de Pamplona.

## Historia
En el año 1957, 32 colegiados de Navarra decidieron crear la Delegación en Pamplona del Colegio Oficial de Peritos e Ingenieros Técnicos de Aragón, Rioja y Navarra. Al no disponer de un domicilio social, las primeras reuniones se celebraron en el Bar Niza. Después se trasladaron a la vivienda de Emiliano Aramendia, primer presidente de la Delegación, quien se convertiría en el auténtico motor que impulsó el colegio de Navarra.
Un año después la delegación se instaló en su primera sede en el número 9 de la calle pamplonesa de Dormitalería, que era propiedad del compañero Francisco Javier Eseverri. Se trataba en realidad de un cuarto segregado de su vivienda por el que simbólicamente se pagaban 100 pesetas. El aumento de colegiados y las necesidades de espacio crecieron de tal forma, que en 1969 se tuvo que trasladar a un nuevo local en la calle Estafeta, a la altura de los portales 60-62. 
El auge económico que vivió Navarra, que se tradujo en un importante aumento de colegiaciones y trabajos, lo que hizo al por aquel entonces presidente, el ya fallecido José María Ortillés, proponer la adquisición de un local. Sería el día 22 de febrero de 1974, en la Junta General celebrada en la Escuela de Ingeniería Técnica de “El Sario”, y cuya nueva sede pasaría a estar en el número 2 de la calle Amaya de Pamplona, permitiendo mejorar y ampliar los servicios ofrecidos.
En 1976, con 345 colegiados, se consideró oportuno solicitar la segregación del colegio de Zaragoza. Fue así como surgió el colegio autónomo navarro, mediante el Real Decreto 2134/1976 de 2 de julio de 1976 (BOE 223 de 16/09/1976). La Diputación Foral de Navarra concedió además al colegio el uso del escudo de Navarra en todos sus documentos.
El colegio continuó creciendo en número de colegiados y en la variedad y calidad de sus servicios, oferta de formación, asesoría técnica, etc. Tal fue así, que se hizo preciso disponer de una sede acorde a este volumen de actividad. Por eso, el 21 de mayo de 1993 tuvo lugar la inauguración de la actual sede.

## Organigrama
Decano: Luis Maestu Martínez